# 阿古利可拉
阿古利可拉（英語：Gnaeus Julius Agricola），（40年—93年）。古罗马政治家、将领。生于弗雷尤斯。他的传记为其女婿历史学家塔西陀所作。他长年于军中服役，曾出任阿奎塔尼亚及不列颠等地的总督等职，公元77年前后又担任执政官。公元85年，他取得了苏格兰格劳庇乌山战役的胜利，之后受命重回罗马，不再担任公职。